# Edward Nairne

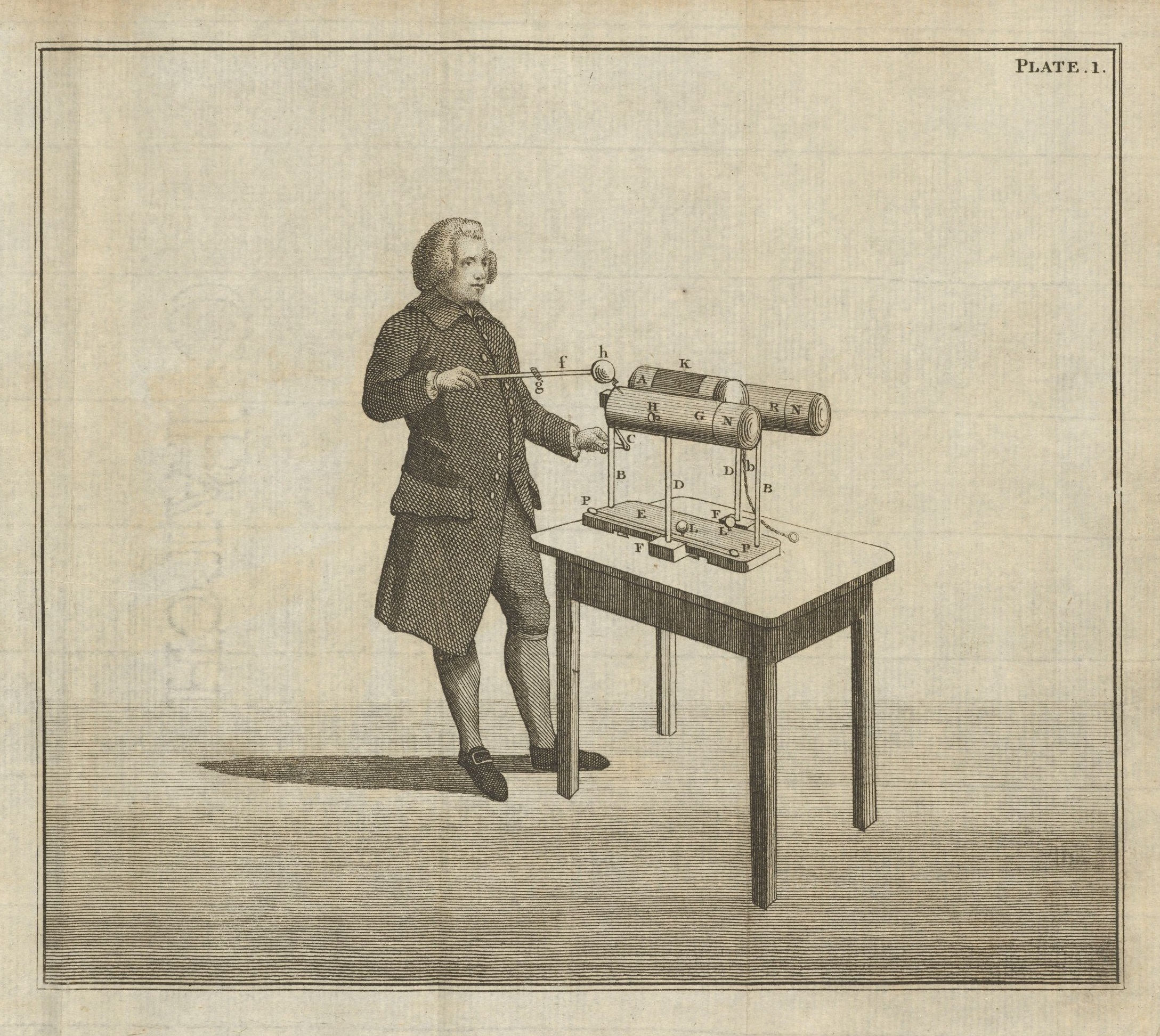
Edward Nairne, 1783

Edward Nairne (* 1726 in Sandwich, England; † 1. September 1806 in London) war ein Optiker, Instrumentenbauer und Entdecker des Radiergummis.
Ab 1741 ging er beim Optiker Matthew Loft in die Lehre und gründete nach dessen Tod im Jahre 1748 ein eigenes Geschäft für optische und mathematische Instrumente in 20 Cornhill, London. 1774 ging er eine Partnerschaft mit Thomas Blunt ein, der bei ihm ausgebildet worden war. Blunt eröffnete 1793 ein eigenes Geschäft in unmittelbarer Nachbarschaft in 22 Cornhill.
Edward Nairne patentierte einige elektrische Geräte, wie einen elektrostatischen Generator. Dieser war für den medizinischen Gebrauch geplant und wurde gegen eine Vielzahl von Krankheiten angepriesen.
Anhand von Drahtexplosionen wies er experimentell nach, dass elektrischer Strom in einem Stromkreis von Reihenschaltungen überall gleich groß ist. Er baute ferner ein portables Koffer-Mikroskop.
Um 1758 stellte er für Benjamin Franklin Sätze von Magneten und Teleskopen her. Auf dessen Fürsprache wurde Nairne nach dem Feuer im Harvard College von 1764 als einer der Mechaniker ausgewählt, die die Apparaturen ersetzen sollten.
1770 entdeckte er, dass sich mit Kautschuk Bleistiftstriche ausradieren lassen. Er hatte versehentlich danach gegriffen, anstelle des zum Radieren üblichen Brotklumpens. Er gab ihm den Namen „Rubber“ und verkaufte ihn zum erstaunlich hohen Preis von 3 Shilling. Der Londoner Instrumentenbauer und Chemiker Joseph Priestley machte den Rubber noch im selben Jahr publik, weshalb man ihn auch gelegentlich als Erfinder nennt.
In den frühen 1770er Jahren konstruierte er das erste erfolgreiche Marine-Barometer, bei dem er die Glasröhre unterhalb der Skala verengt hatte.
1772 konstruierte er nach Vorgaben von Joseph Priestley eine Elektrisiermaschine.
1776 wurde er Mitglied der Royal Society, 1800 Mitglied der Royal Institution.
Der Hamburger Kaufmann und Senator Nicolaus Anton Johann Kirchhof hatte zahlreiche Geräte seines physikalischen Kabinetts bei Edward Nairne anfertigen lassen.